# Zachée Isham
Zachée Isham, (1651-1705), est un membre du clergé et un auteur religieux de l'Église d'Angleterre.

## Biographie
Zacheus (Zachée) Isham est le fils de Thomas Isham, recteur de Barby, Northamptonshire (décédé en 1676) et de son épouse Mary Isham (décédée en 1694). Il est également le petit-fils d'un autre Zacheus Isham, cousin germain de John Isham, 1er baronnet de Lamport, dans le Northamptonshire (décédé en 1651).
Il s'inscrit en 1666 à Christ Church, Oxford, où il obtient ses diplômes de BA (1671), MA (1674), BD (1682) et DD (1689). Après avoir terminé son troisième degré en 1671, il sert pendant un certain temps de tuteur à son cousin Thomas Isham (3e baronnet) de Lamport, l'accompagnant en Italie et ailleurs, où ils recueillent de nombreuses œuvres d'art qui sont exposées aujourd'hui à Lamport Hall à Northamptonshire.
À son retour du continent, il devient répétiteur en 1679 à Oxford et est l'orateur en 1683 d'un discours en l'honneur de Thomas Bodley. Il est ensuite nommé, en 1685, comme aumônier d'Henry Compton, l'évêque de Londres, puis reçoit une prébende de chanoine en 1685 à la Cathédrale Saint-Paul de Londres, et est installé en 1691 en tant que chanoine à la Cathédrale de Canterbury. En 1694, il succède à son beau-père, Thomas Pittis, recteur de Saint-Botolph à Bishopsgate, à Londres, et représente le clergé du diocèse de Londres à la convocation de 1696. Sa dernière nomination a lieu en 1701 en tant que recteur de Solihull, dans le Warwickshire, où il meurt le 5 juillet 1705. Il est inhumé dans l'église de Solihull, où un monument commémoratif lui est dédié.
Il est marié à Elizabeth Pittis, fille de Thomas Pittis, aumônier du roi Charles II. Ils ont quatre fils et quatre filles, dont la seconde, Mary (décédée en 1750), épouse Arthur Brooke, le grand-père de Richard de Capell Brooke, premier baronnet,.
Il a publié les travaux suivants.
- Plusieurs sermons, dont un sur la mort du Dr John Scott (1694), qui est incorporé dans les mémoriaux de Wilford.
- Le Catéchisme de l'Église, avec des preuves du Nouveau Testament, 1695, 8vo.
- Philosophie contenant le livre de Job, Proverbes et Sagesse, avec notes explicatives, 1706, 8vo.
- Parmi les manuscrits de Rawlinson de la bibliothèque Bodléienne, le Catéchisme de l’Église, avec des preuves du Nouveau Testament, contient également une brève de ses œuvres , ainsi que quelques questions et réponses supplémentaires, 1694.
- Une attestation d’Isham et autres est préfixée au Quatrième récit de George Keith ... détectant les erreurs grossières dans les citations des quakers ..., 1706, 4to.